# Lindsey McDonald
Lindsey McDonald är en fiktiv person i serien Angel, som arbetar för den onda advokatbyrån Wolfram & Hart tillsammans med Lilah Morgan.
Lindseys introduceras i det första avsnittet av Angel, City of där han är advokat åt en vampyr Angel motarbetar. 

## Lindseys inställning till Wolfram & Hart
Lindsey har alltid verkat mycket mer tveksam till Wolfram & Harts företagsidé än sin kollega Lilah Morgan. 
I avsnittet Blind date samarbetar till och med Lindsey och Angel för att förhindra morden på tre små barn med övernaturliga förmågor som Wolfram & Hart beordrat. I slutet av avsnittet, trots att Lindsey gjort sig skyldig till grovt tjänstefel, erbjuder hans chef honom en mycket hög tjänst och Lindsey accepterar. Lindsey och Angel är återigen tillbaka på var sin ringhörna.
Lindsey, som förlorade sin hand i avsnittet To Shanshu in L.A. får känna på både Wolfram & Harts tjänsteförmåner och oetiska metoder i avsnittet Dead End. Efter sin handtransplantation får Lindsey mycket konstiga biverkningar i form av att hans hand “lever sitt eget liv”. Han samarbetar, om än mycket ovilligt, med Angel för att hitta sin hands förre ägare. I slutet av avsnittet försvinner Lindsey från Angel.